# Vilneanka, Orihiv
Vilneanka (în ucraineană Вільнянка) este localitatea de reședință a comunei Vilneanka din raionul Orihiv, regiunea Zaporijjea, Ucraina.

## Demografie
Componența lingvistică a localității Vilneanka
     Ucraineană (94,4%)
     Rusă (5,6%)
Conform recensământului din 2001, majoritatea populației localității Vilneanka era vorbitoare de ucraineană (94,4%), existând în minoritate și vorbitori de rusă (5,6%).